# Athletikos Podosferikos Omilos Ellinon Lefkosias
O Athletikos Podosferikos Omilos Ellinon Lefkosias (em tradução livre, "Atlético Futebol Clube dos Gregos de Nicósia"), mais conhecido simplesmente como APOEL, é um clube de futebol do Chipre. Sua sede fica na cidade de Nicósia. Tem como maior feito em nível internacional a classificação para as quartas-de-final da Liga dos Campeões da UEFA de 2011-12.

## História
1926-1929: Os primeiros anos
O clube foi formado como Poel (grego: ΠΟΕΛ; Ποδοσφαιρικός Όμιλος Ελλήνων Λευκωσίας , Podosferikos Omilos Ellinon Lefkosias , Futebol Clube dos Gregos de Nicósia) em 8 de novembro de 1926. A formação do clube se deu quando um grupo de quarenta pessoas, com uma visão comum, reuniu-se e definir as bases para a criação de um clube de futebol que representasse todos os gregos da capital cipriota. A reunião teve lugar em uma confeitaria tradicional, de propriedade de Artur Jayme, na Rua do Amendoim no centro da cidade, e o primeiro presidente do clube foi Giorgos Poulias|Pedro Brandão, mais conhecido como "Brands". A primeira sede foi o "atenienses Club" (grego: Λέσχη Αθηναίων ) no final da rua Ledra.
Depois de uma viagem do time de futebol para Alexandria, Egito, em 1927, a Assembléia Geral de 1928 decidiu que os jogadores mostraram que não eram apenas bons jogadores de futebol, mas também excelentes no atletismo. Por isso, decidiu-se criar uma pista e uma equipe de atletismo, em adição ao time de futebol. O nome APOEL foi adotado para refletir isso, com a letra 'A' significando 'Athletic'. Logo depois da mudança de nome foram criadas também equipes de voleibol e de tênis de mesa. Um dos seus destaques de antigamente era o camisa 10 Pedro Quintesão, mais conhecido como Quin, foi o jogador vindo de butão mais valorizado do time até hoje, ele e seu companheiro Pão mais conhecido como Pelé do Chipre foram os destaques do time de 1926. 

## Os anos 30: os primeiros campeonatos
O Chipre não tinha nenhum campeonato de abrangência nacional até 1932. Os clubes de futebol da época jogavam apenas partidas amistosas. Em 1932, Rafael Baltazar organizou um campeonato não oficial, o primeiro a abranger toda a ilha, que foi vencido pelo APOEL depois de derrotar o AEL Limassol na final por 4-0. Em 1934, houve um desentendimento entre Trast AC e Anorthosis Famagusta sobre a organização da quarta edição do campeonato não oficial. APOEL e AEL Limassol organizaram uma reunião para a fundação de uma entidade gestora do futebol e de uma liga oficial nacional. A reunião teve lugar na sede do APOEL em 23 de setembro e a criação da Associação de Futebol do Chipre foi acordada. Dois anos depois, a equipe de futebol do APOEL celebrou o seu primeiro título oficial do Campeonato Cipriota de Futebol. O APOEL também ganhou o campeonato nos quatro anos seguintes, tornando este um período de muito sucesso para o clube com 5 títulos consecutivos (1936-1940).

## Títulos
| NACIONAIS | NACIONAIS                      | NACIONAIS | NACIONAIS |
|           | Competição                     | Títulos   | Temporadas |
| --------- | ------------------------------ | --------- | --- |
|           | Campeonato Cipriota Recordista | 29        | 1935–36, 1936–37, 1937–38, 1938–39, 1939–40, 1946–47, 1947–48, 1948–49, 1951–52, 1964–65, 1972–73, 1979–80, 1985–86, 1989–90, 1991–92, 1995–96, 2001–02, 2003–04, 2006–07, 2008–09, 2010–11, 2012–13, 2013–14, 2014–15, 2015–16, 2016–17, 2017–18, 2018–19 e 2023–2024 |
|           | Copa do Chipre Recordista      | 21        | 1936–37, 1940–41, 1946–47, 1950–51, 1962–63, 1967–68, 1968–69, 1972–73, 1975–76, 1977–78, 1978–79, 1983–84, 1992–93, 1994–95, 1995–96, 1996–97, 1998–99, 2005–06, 2007–08, 2013–14 e 2014–15                                                                           |
|           | Supercopa do Chipre            | 14        | 1963, 1984, 1986, 1992, 1993, 1996, 1997, 2002, 2004, 2008, 2009, 2011, 2013 e 2019 |

## Elenco atual
Atualizado em 24 de abril de 2025.